# Lillängens station
Lillängen är en station för Saltsjöbanan belägen i Lillängen i Nacka kommun. Den 6 september 1937 fick området egen hållplats på Saltsjöbanan. Hållplatsen har en funktionalistiskt utformade väntkur från 1937. Väntkuren är grön med vita knutar, och är betraktad som ett kulturminne av boende i området.[källa behövs] Stationen ligger på en enkelspårssträcka med plattform norr om spåret. Avståndet till station Slussen är 5,6 kilometer.

## Galleri

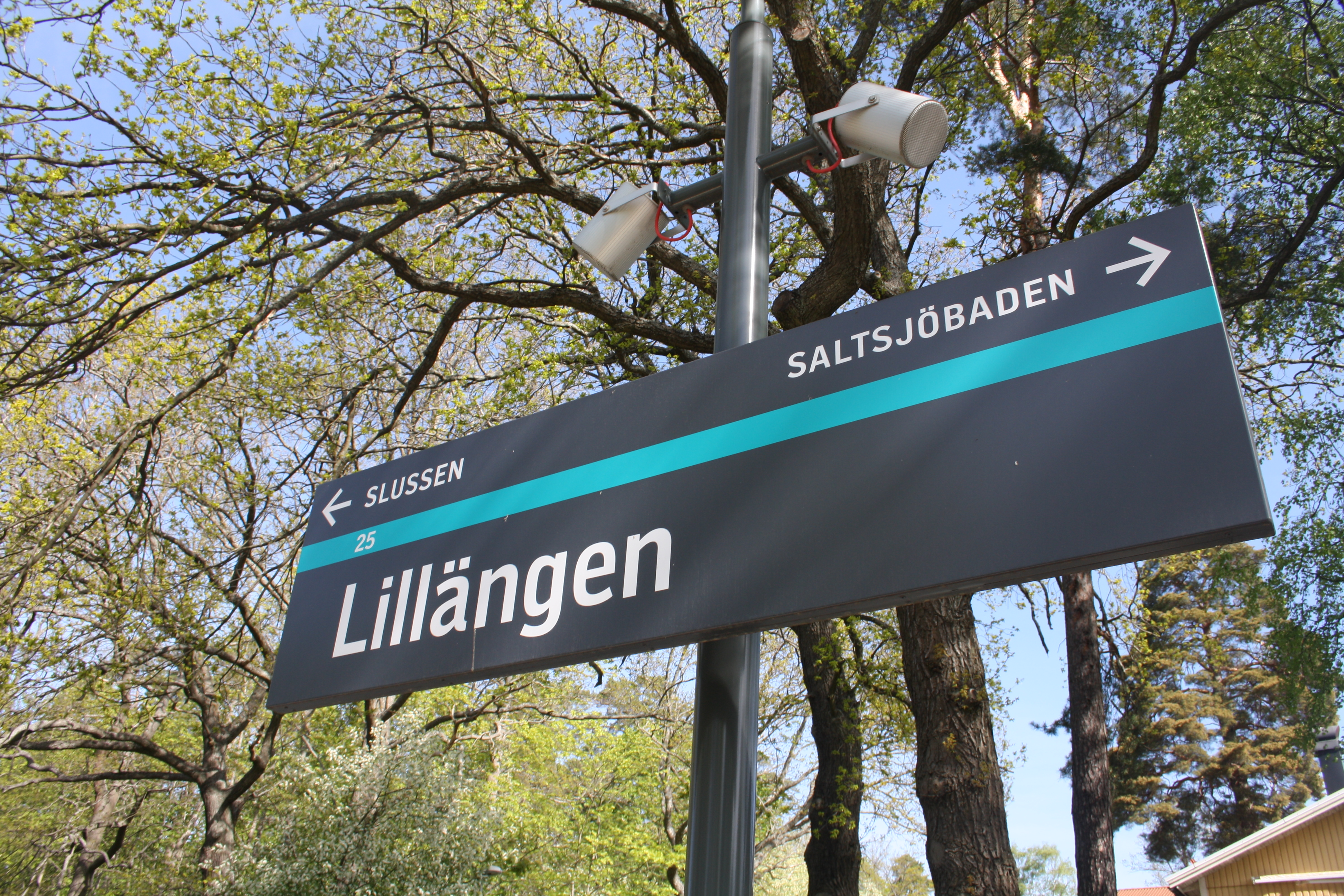
Stationsskylt
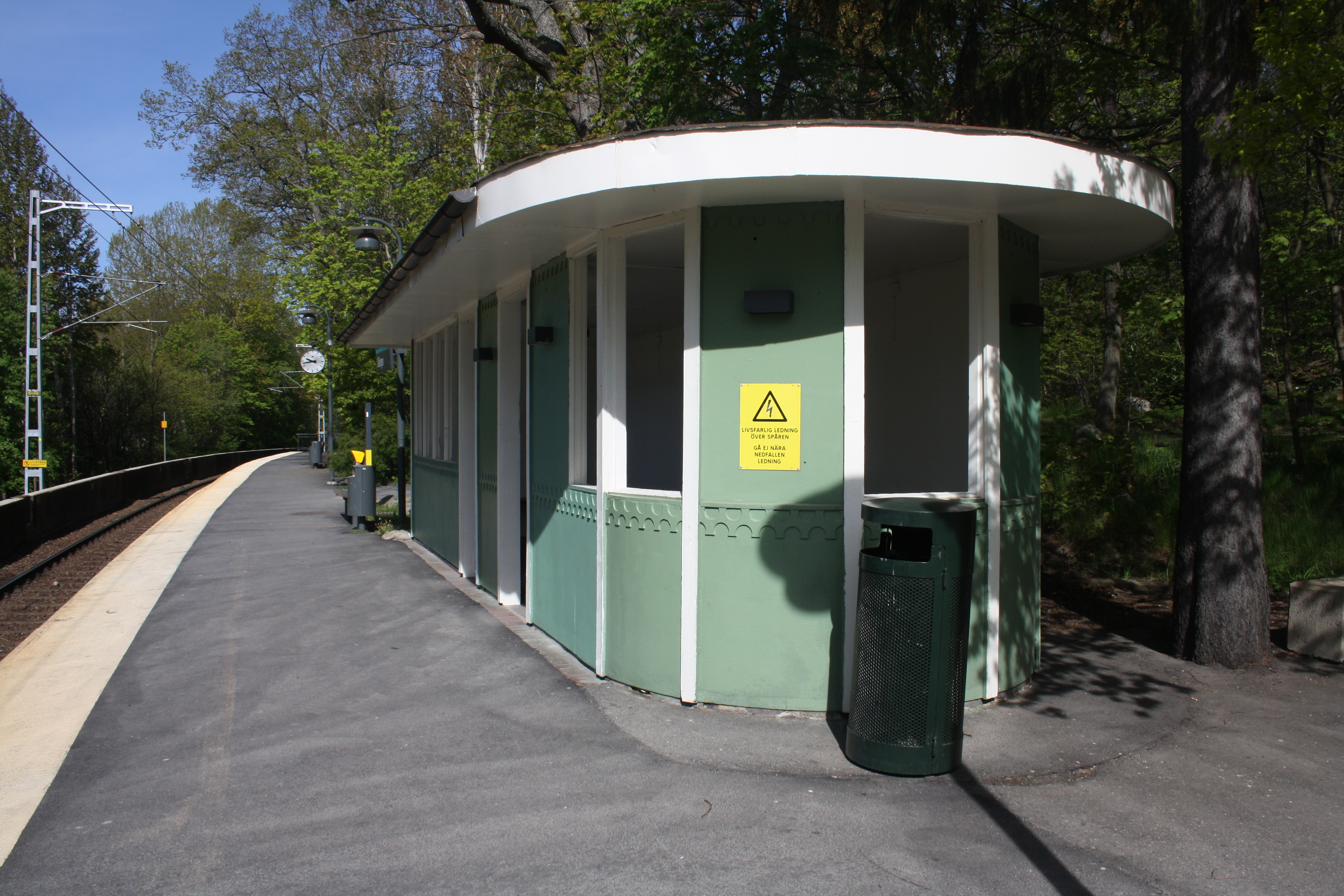
Väntkur
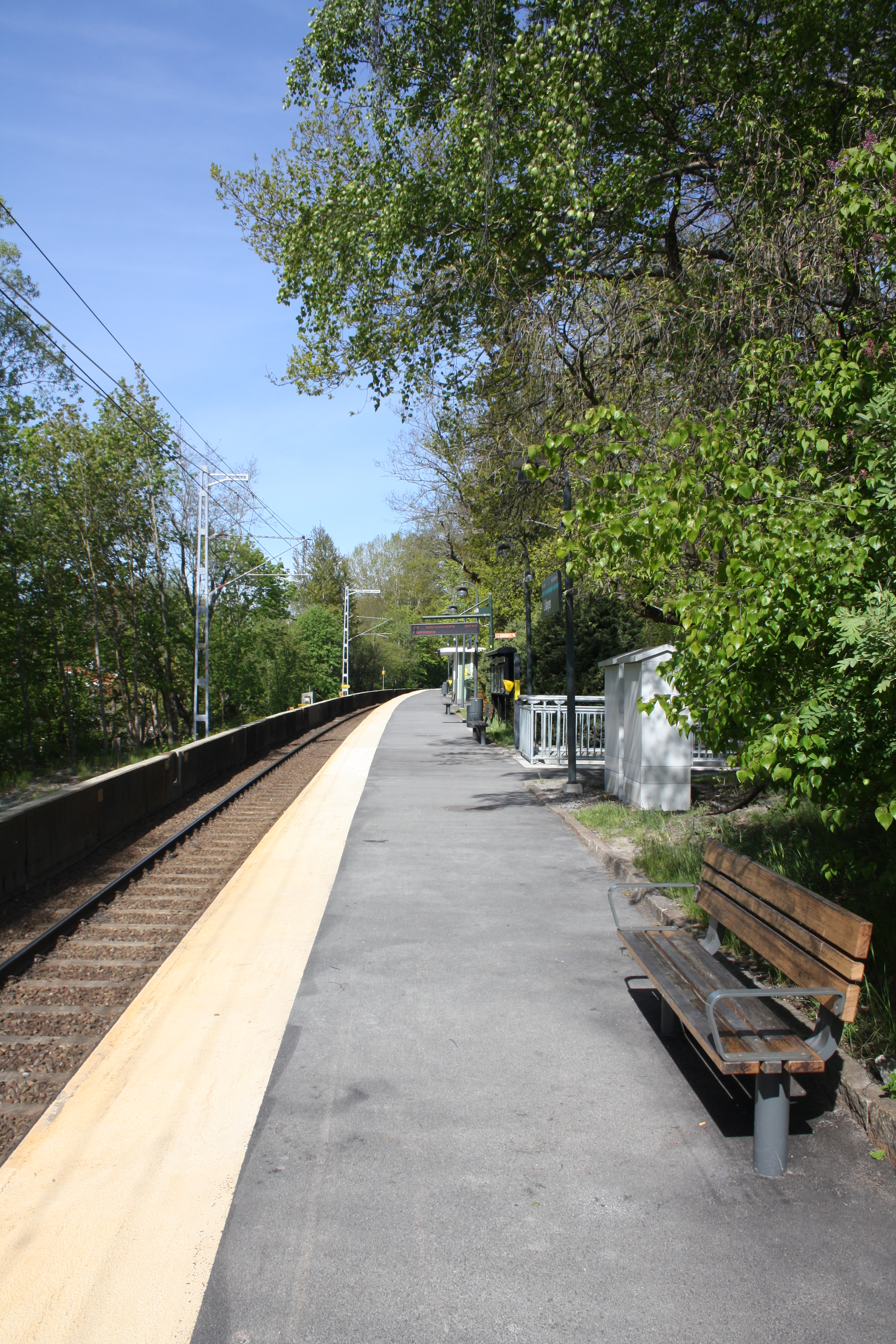
Perrongen